# سكوت فالنتين
سكوت فالنتين (بالإنجليزية: Scott Valentine)‏ هو ممثل أمريكي، ولد في 3 يونيو 1958 بساراتوغا سبرينغس في الولايات المتحدة.

## أعمال

### مسلسلات
- جوال تكساس ووكر
- روابط عائلية
- سر المقنع

## وصلات خارجية
- سكوت فالنتين على موقع IMDb (الإنجليزية)
- سكوت فالنتين على موقع ألو سيني (الفرنسية)
- سكوت فالنتين على موقع أول موفي (الإنجليزية)
- سكوت فالنتين على موقع قاعدة بيانات الأفلام السويدية (السويدية)
- سكوت فالنتين على موقع إن إن دي بي (الإنجليزية)
- سكوت فالنتين على موقع قاعدة بيانات الفيلم (الإنجليزية)
- سكوت فالنتين على موقع كينوبويسك (الروسية)
- سكوت فالنتين على موقع كينوبويسك (الروسية)